# 24è Regiment d'Infanteria Colonial

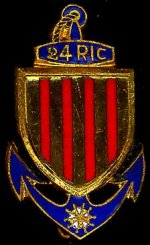
Insígnia regimental del 24è RIC

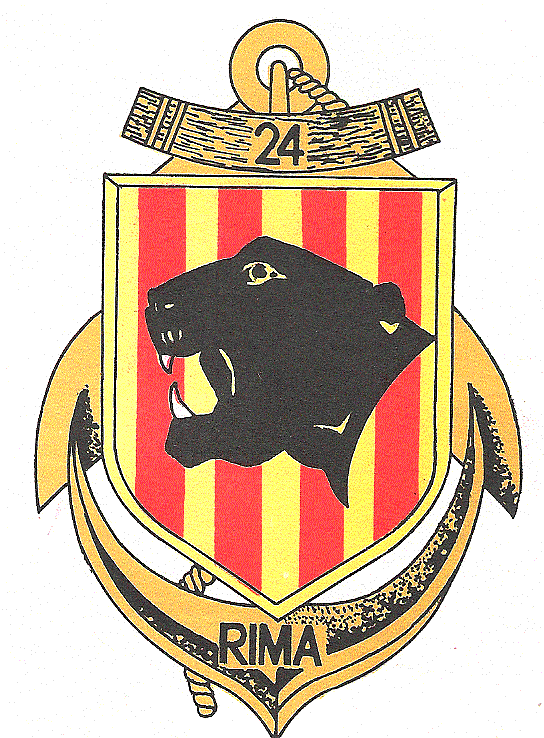
Insígnia regimental del 24è RIMa

El 24è Regiment d'Infanteria Colonial va ser una unitat de l'exèrcit de terra francès. És l'únic regiment que sempre (o quasi sempre) ha tingut la base a Perpinyà, la seva ciutat de guarnició original, on va ser creat el 16 de desembre del 1902. Per aquesta raó, se l'ha anomenat el "Royal Catalan", manllevant el nom d'una unitat creada pel cardenal Mazarí el 1657 a la capital del Rosselló, que s'hi mantingué fins a finals del segle xviii. Ha estat dissolt i recreat diverses vegades fins a la darrera dissolució el 1991.

## Història
El regiment va ser creat el 16 de desembre del 1902 a Perpinyà a partir del 4t Regiment d'Infanteria Colonial. Aquest havia estat un dels regiments d'infanteria de marina més antics de l'exèrcit francès, amb seu a Toló des de la seva constitució el 1854, i s'havia distingit a les campanyes de Crimea, Indoxina, Madagascar i Xina.

### Successives denominacions al llarg de tota la seva història
- El 24è Regiment d'Infanteria Colonial va ser creat el 1902 per desdoblament del 4t Regiment d'Infanteria Colonial i, per raó d'aquesta filiació, el nou regiment heretà al seu banderí, així com els mèrits d'aquell regiment. L'1 de maig del 1923 el regiment va ser rebatejat 24è Regiment de Tiradors Colonials, amb un gran nombre d'africans als seus rengles.
- El 22 de febrer del 1926 es creà el 24è Regiment de Tiradors Senegalesos, amb un gran nombre de senegalesos en els seus rengles, i va heretar les inscripcions i mèrits del 24è RIC.
- El 1939, i possiblement en preparació de la que seria Segona Guerra Mundial, es recreà un altre 24è RIC amb la bandera que havia tingut l'original fins al 1923, quan va ser rebatejat 24è RTC, i els dos regiments coexistiren, mal que fos per poc temps.
- El 31 de juliol del 1940, i com totes les altres unitats de l'exèrcit francès, el regiment va ser dissolt de resultes de les clàusules de l'armistici del 25 de juny. De tota manera, el RTS gairebé havia estat anorreat entre el 10 i el 15 de juny, després d'heroics combats de rereguarda a la zona del Somme.
- El juliol del 1941 es constituí el Batalló de Marxa del 24è RIC a l'Orient Mitjà.
- El 2 de setembre del 1944, amb ocasió de l'Alliberament, es recreà el 24è RIC amb efectius totals d'un batalló (sis companyies), format per elements de les Forces Franceses de l'Interior del departament dels Pirineus Orientals.
- El 25 d'agost del 1945, el regiment va ser dissolt i els seus efectius foren transferits al 18è Regiment de Tiradors Senegalesos de Montpeller.
- L'1 de maig del 1948, es va donar la reconstitució del 24è RTS a Carcassona i Perpinyà, per a participar en la campanya d'Indoxina i Tonquín.
- L'1 de desembre del mateix any es reconstituí també a Carcassona i a Perpinyà el 24è RIC.
- El 18 de desembre del 1954, i per la fi de les hostilitats a l'Extrem Orient, fou dissolt el 24è RTS.
- L'1 de desembre del 1958, el renascut 24è RIC es convertí a Algèria en 24è Regiment d'Infanteria de Marina, sense canvis en les estructures, reprenent la denominació que la unitat tenia abans del 1902.
- 30 de setembre del 1962, dissolució del 24è RIMa a la fi de la guerra d'Algèria.
- L'1 de juliol del 1964, reconstitució del 24è RIMa a Perpinyà a partir d'elements del darrer batalló del 9è RIMa, repatriat d'Algèria el juny.
- L'1 de juliol del 1980, dissolució del 24è RIMa a conseqüència de la reorganització de l'exèrcit de terra. La meitat del 4t RIMa s'establí a Perpinyà, on incorporà el personal del regiment dissolt.
- L'1 de juliol del 1986, nova reconstitució del 24è RIMa. Una meitat del 4t RIMa que era a Perpinyà es traslladà a Fréjus.
- El 30 del juliol del 1991, darrera (per ara) dissolució del regiment.

### Actuacions fins a laprimera guerra mundial
1908-1913: Campanya del Marroc. La conquesta francesa del Marroc, que s'havia iniciat el 1907, requerí grans quantitats de tropes, i el vint-i-quatrè hi aportà uns reforços de 2.000 homes. Es destinaren a la creació de tres "regiments de marxa" constituïts per tropes colonials; a més a més, hom aportà oficials i sotsoficials per a enquadrar tiradors senegalesos provinents de l'Àfrica Occidental Francesa. La campanya fou dura i severa contra un adversari molt motivat, i durà sis anys. Els reforços vinguts del 24è s'integraren al 1r regiment colonial de marxa, que participà en els fets de la Chaouia (1908-1909), la presa de Kasba Tadla (1910) i la columna Mangin a Marràqueix (1912). Quan la situació a la zona s'estabilitzà el 1913, els reforços pogueren tornar a llurs guarnicions d'origen. A la bandera de 24è RIC s'afegí la inscripció "Marroc 1908-1913" a les quatre mencions que havia heretat del 4t RIC.

### Primera guerra mundial
Quan es produí la mobilització general del 1914 el regiment era a la caserna de Perpinyà, amb el primer batalló estacionat a Seta. El 24è i el 22è RIC formaren la 6a Brigada Colonial que, juntament amb la 4a esdevingueren la 2a Divisió d'Infanteria Colonial, enquadrada en el Cos d'Exèrcit Colonial del 4t Exèrcit Francès. Els seus efectius eren 72 oficials i 3.290 sotsoficials i soldats.
A partir de l'agost del 1914, el regiment participà en combats a Neufchâteau (Bèlgica), Rossignol (Tintigny), Jaulnay, Hatillon, Bussy-le-Château. El combat de Jaulnay costà al vint-i-quatrè 9 oficials i 550 homes. Sota les ordres del Comandant Bourda, el regiment intervingué a la primera batalla del Marne: al sud de Frignicourt, l'enfrontament de Mont Morêt se saldà amb unes pèrdues de 8 oficials i 537 soldats més. El 14 de setembre, al Mont Tetu, caigueren 10 oficials i 450 homes més. El 26 de setembre, en un nou enfrontament amb les tropes alemanyes a Minaucourt, el regiment perdé 3 oficials i 470 homes, però feu 300 presoners enemics i s'emparà de la bandera del 69è regiment alemany (una de les tretze banderes que l'exèrcit francès prengué a l'alemany en el decurs de la Gran Guerra). Seguint la tradició provinent del Segon Imperi Francès, que dictava que la unitat que prengués una bandera a l'enemic rebria la Legió d'Honor, el general comandant de Langley De Cari atorgà el 13 d'octubre del 1914 la Creu de Cavaller de la Legió d'Honor al 24è Regiment d'Infanteria Colonial.
Del 21 de març al 31 de maig del 1915, ocupació del fortí de Beauséjour. Al setembre, batalla de la Xampanya: Main-de-Massiges
El 26 de gener del 1916 el regiment s'incorporà al front del Somme. Entre juliol i setembre intervingué en la batalla del Somme, i al novembre rellevà el 164è Regiment d'Infanteria al sector del Bosc de Loges.
Batalla del Chemin des Dames: al 5 de desembre del 1917, quan el regiment es retirà del gran escorxador de l'exèrcit francès, havia perdut 15 oficials i 200 soldats més.
Al primer semestre del 1918, intervingué en accions devora Reims. Al 10 de juliol, el 24è fou citat a l'Ordre de l'Exèrcit per les actuacions del regiment del 1916 ençà. Quan a l'1 d'agost l'enemic abandonà Reims, el Regiment va ser citat a l'Ordre del 1r Cos d'Exèrcit Colonial el 8 d'agost. Després d'intervenir a Suippe el 10 d'octubre, el vint-i-quatrè tornà a ser esmentat a l'Ordre de l'Exèrcit el 29 de desembre del 1918. Després de l'armistici, el regiment participà en l'ocupació del Palatinat des del gener del 1920 i fins al juliol, quan tornà a la seva ciutat de guarnició original.

### Període d'entreguerres
Durant els anys que separaren les dues guerres mundials, el regiment ocupà les seves antigues casernes a Seta i Perpinyà, amb l'excepció de l'antiga caserna de Sant Jaume; aquesta vella construcció del 1685, a la plaça del Puig, havia estat tornada a la ciutat el 1919.
La fi de la guerra comportà una profunda reorganització de l'exèrcit, i un 80% dels regiments colonials van ser dissolts. El 24è, malgrat la seva Legió d'Honor i les 8.000 baixes durant la guerra, fou donat de baixa com a regiment blanc. L'1 de maig del 1923, el 24è RIC va ser redenominat en 24è RTC ("Regiment de Tiradors Colonials"). El 1926 es començaren a crear els regiments de Tiradors Senegalesos números 4 i 8 (basats a Toló), 12è (La Rochelle), 14è (Lo Mont de Marsan), 16è (Montalban) i 24è (redenominació del 24è RTC, Perpinyà). Dos regiments indígenes més, però no de senegalesos, foren el 42è ("Metralladors Malgaixos", Pàmies) i el 52è ("Metralladors Indoxinesos", Carcassona). D'aquesta forma, Perpinyà continuà tenint un 24è que, malgrat el seu nom nou i la seva nova composició humana, heretava la bandera i les distincions de la unitat precedent.
El regiment participà en la guerra del Rif entre el 1925 i el 1927. Després de les derrotes espanyoles (Desastre d'Annual), el govern francès veié perillar les línies de comunicació entre Algèria i el Marroc per les accions militars d'Abd-El-Krim. Els dies 4 i 5 de juny del 1925, el 24è RTC comandat pel coronel Le Boulanger abandonà les seves guarnicions, i s'embarcà els 8 i 9 a Marsella amb destinació Casablanca. Després de diversos fets d'armes a Bab-Taza, M'sila, El Hadar, Fès i El Bali, la unitat guanyà una nova inscripció a l'estendard: "Maroc 1925 - 1927". Atès que les inscripcions estaven limitades a 8 calgué afegir aquesta a la prèvia "Maroc 1908 - 1913".

#### Estada a la metròpoli: 1927-1939
Aquest període de reorganització i a partir de l'ocupació de la Renània el març del 1936, de preparació d'una guerra que es veia com a possible, no es traduí en un canvi a les rutines de la unitat: localment i de manera anual, estades a Montlluís i al camp de Larzac, on es traslladà a peu. A l'esfera colonial, relleus biennals dels efectius indígenes (l'estada dels senegalesos a França era, en principi, per tres anys), i instrucció dels nous reclutes senegalesos (amb una nova fornada cada sis mesos). Des de la fi del 1927, els quadres del regiment efectuaven regularment períodes de servei a ultramar. Progressivament, els exercicis de mobilització anaren prenent força, i s'hi anaren incorporant quadres de reserva amb destinació al 24è i al seu derivat, el 44è RICMS.
El 25 d'agost del 1939 el regiment va ser posat en peu de guerra, i dos dies després partí de les seves guarnicions de Perpinyà i Seta cap a la regió Bitche (departament del Mosel·la), on es concentrà en el si de la 4a Divisió d'Infanteria Colonial. La DIC es traslladà a Alsàcia, on fins a mitjans de novembre cobrí sectors de la Línia Sigfrid. A finals d'aquell mes, el vint-i-quatrè i altres unitats de tropes indígenes feren com a la primera guerra mundial i es retiraren a passar l'hivern a una zona més càlida,

#### Vigilància dels camps de refugiats republicans espanyols
Després de passar algunes setmanes a la regió de Toló i d'Hyères, el 24è tornà al Rosselló, per tenir cura de la vigilància dels camps de concentració de la regió (n'hi hagué a altres regions) dels refugiats que havien fugit de la desfeta republicana espanyola del gener del 1939. L'actuació dels soldats senegalesos als camps d'Argelers, El Barcarès, Bram, Sant Cebrià o el Vernet deixà molts mals records en els refugiats republicans. La tasca de vigilància s'acabà l'abril del 1940, quan el regiment s'incorporà a la seva unitat superior, la 4a Divisió d'Infanteria Colonial, a Sarrebourg (Lorena), i era en aquesta destinació quan es desencadenà l'ofensiva alemanya el 10 de maig.

### LaSegona Guerra Mundial
- 24è Regiment de Tiradors Senegalesos
  - El 20 de maig, el 24è era al Somme amb la seva divisió, al sud-oest d'Amiens, amb la missió de defensar els ponts i d'impedir-hi el pas a l'enemic. Romangué heroicament a les seves posicions sota el bombardeig incessant dels stukas fins a començament de juny (el primer batalló, sota les ordres del comandant Gelormini, seria citat a l'Ordre de l'Exèrcit). El dia 8 comença una penosa retirada que s'allargà fins al 10, quan la unitat deixà d'existir. Quan se signà l'Armistici el dia 25, només set oficials i uns tres-cents efectius pogueren reagrupar-se a la caserna de Perpinyà; els altres 2.500 homes eren morts o ferits, o romanien presoners dels alemanys.
  - El 31 de juliol del 1940[7] i d'acord amb les clàusules de l'Armistici del 25 de juny del mateix any, el 24è Regiment de Tiradors Senegalesos va ser dissolt oficialment.
- 24è Regiment Mixt Colonial (1939-1941)
  - Va ser creat a l'octubre del 1939, en el marc de les mesures de reforçament de l'exèrcit francès a l'Orient Mitjà empreses pel general Weygand. Constituïen la unitat un 50% de tiradors senegalesos i la resta eren soldats d'altres procedències.
  - El regiment era acantonat a Síria, però mantenia un batalló a Xipre. Aquest darrer s'uní a les Forces Franceses Lliures al juliol del 1940 i va ser redenominat com a 1r batalló d'Infanteria de Marina; posteriorment, a l'1 de juliol del 1942, va ser fusionat amb el Batalló del Pacífic per formar el Batalló d'Infanteria de Marina del Pacífic.
  - Els dos batallons que havien quedat a Síria s'enfrontaren al juny del 1941 amb les forces angloaustralianes i neozelandeses. Després de ser superat àmpliament en la defensa de Damasc, el 24è RMC va ser dissolt per l'armistici de Sant Joan d'Acre del 3 de juliol del 1941. La major part dels quadres europeus i alguns senegalesos van ser repatriats a França; la resta passaren a les FFL i s'integraren en el Batalló de Marxa de la 1a Divisió de la França Lliure.
  - Quan el 1939 es creà aquest regiment, se li adjudicà la bandera del 24è RIC, que el regiment havia tingut fins al 1926 quan, convertit en 24è RTS[5] rebé una bandera nova de trinca.
- Resistència i darrers anys de la guerra (1944-1945)
  - Després de l'alliberament del departament dels Pirineus Orientals el 19-20 d'agost del 1944, el coronel Cayrol, que comandava les Forces Franceses de l'Interior al Departament, decidí el reagrupament de les tres grans formacions armades que integraven la resistència a la Catalunya del Nord. Enquadrà els elements dels diversos maquis en cinc companyies amb què formà el 2 de setembre del 1944 un batalló de seguretat. Inicialment rebé el nom de 1r batalló del 24è RIC, i es dedicà a tasques de vigilància fronterera, des de Cervera de la Marenda al coll de Pimorent, i la duana del Pas de la Casa, a Andorra.
  - Durant la defensa d'Estrasburg del desembre del 1944, la 1a. Divisió de la França Lliure patí pèrdues molt elevades[8] i al febrer del 1945 el Ministeri de la Guerra decidí que fos reforçada amb el batalló del 24è dels Pirineus Orientals. Aquest marxà per via fèrria cap a Alsàcia el 15 de febrer, va ser equipat a Besançon el 18, i el 25 arribà a Chatenois, on va rebre l'armament i fou reorganitzat:

Les companyies 1a, 3a i 4a esdevingueren companyies de fusellers (infanteria lleugera)

La 2a passà a ser d'artilleria lleugera (morters)

La 5a es convertí en companyia de metralladores

El 24è RIC, juntament amb les unitats de la 13a mitja brigada de la Legió Estrangera participà en tasques de guarnició i en combats als voltants de la capital d'Alsàcia. En poc temps, la seva unitat mare, la 1a DFL, va ser cridada d'urgència als Alps Marítims per contenir tropes alemanyes de retirada d'Itàlia, i el 24è i la 13a participaren en operacions a la frontera italiana. El 15 de juny del 1945, la 1a DFL es reagrupà a la regió de Fontainebleau i el 1r batalló del 24è RIC va ser incorporar al 16è RTS, inicialment, per acabar esdevenint a l'agost 3r batalló del 18è RTS, amb guarnició a Montpeller. El setembre del 1945, amb la fi de la guerra, els contractes dels soldats del batalló s'extingiren, i el personal que no volgué romandre a l'exèrcit va ser desmobilitzat i pogué tornar a casa.

### Després de la guerra: 1948-1991
- El 24è RTS a Indoxina (1948-1955):

En el marc de les mesures de reforçament de les tropes a l'Extrem Orient, el 24è RTS va ser reconstituït amb dos batallons, el 1r de maig del 1948, a Carcassona i a Perpinyà, recuperant l'estendard del regiment dissolt el 1940. S'embarcà a Marsella el 1r de setembre, i arribà a Haiphong el 30 de desembre, per ser immediatament enviat a Tonquín. Participà activament en operacions de pacificació als sectors de Son Tay, Hoa Binh, Hai Duong, Hadong i Kie-Nan. El 1951 feu tasques de guarnició de les posicions fetes de ciment que el general de Lattre de Tassigny ordenà construir per a la protecció del "Delta útil" a semblança de la línia Maginot que s'alçà per protegir França dels alemanys. Els dos batallons van ser dissolts després de l'evacuació del Tonkín i el repatriament a Europa el desembre del 1954. Mentrestant, el tercer batalló del 24è havia romàs a França, i constituí l'embrió del renascut 24è RIC a les mateixes guarnicions on havia estat des de sempre.
- El 24è RIC a Algèria (1954-1959):

El regiment prengué part a la guerra d'Algèria quan el seu 1r batalló va ser destinat a la regió de Constantina el novembre del 1954, mentre que el 2n anava a Tunísia. Al juny del 1955, els dos batallons van ser reagrupats a la zona de Biskra. El tercer batalló arribà el 26 de novembre i a finals del 1955 el 24è es reagrupà al sud de Constantina. A l'1 de desembre del 1958, la unitat va ser rebatejada com a 24è Regiment d'Infanteria de Marina. El 1959, el 24è perdé un dels batallons i l'1 de juliol es convertí en un regiment amb dos grups de companyies. A la fi de les operacions a Algèria, la unitat va ser dissolta.
- Segona i tercera etapes del 24è RIMa (1964-1980 i 1986-1991):

L'1 de juliol del 1964, a Perpinyà, el 24è Regiment d'Infanteria de Marina renasqué a partir d'elements del 9è RIMa i quadres vinguts d'altres unitats. Encara que la major part dels integrants tenien les casernes i altres dependències a la capital del Rosselló, el camp d'instrucció de reclutes es va establir a Ribesaltes. Inicialment, el 24è RIMa tenia dos grups de comandos, que serien ampliats amb un tercer al cap d'un temps. Cada un d'aquests grups de comandos constava de: 1 Element de comandament, 1 Destacament de reconeixement en vehicles tot terreny, 3 destacaments de quatre comandos de vuit homes cadascun i 1 destacament de suport, equipat amb morters de 60 mm. Més endavant, l'estructura canvià per tal de permetre la lluita antitanc, i s'hi incorporà una secció amb canons de 106 mm i morters de 81.
El 1980, la dotació del regiment era de 1.000 homes, dels quals cent trenta eren sotsoficials i una cinquantena eren oficials. El gruix de la tropa el formaven reclutes del sud de França. La voluntat que la unitat pogués afrontar missions molt diverses feia que la preparació dels seus elements fos tant tècnica com tàctica, amb una gran preparació física que comprenia la iniciació a l'esquí i a les activitats nàutiques. l'1 de juny el regiment va ser novament dissolt, i una part del personal s'integrà a la meitat del 4t RIMa, que s'establí a Perpinyà.
Vuit anys més tard (1 de juliol del 1986), una meitat del 4t RIMa que era a Perpinyà marxà a Fréjus, alhora que el 24è es reconstruïa a la seva ciutat de guarnició històrica. Fou, però, per poc temps: al 30 de juliol del 1991 es va donar de baixa el regiment.

## Insígnies, lemes, bandera

### Divisa
"Sempre endavant, mai no morirem"

### Bandera del regiment
"Els noms de batalles s'inscriuran en lletres d'or sobre la bandera":

Bandera del regiment

- Inscripcions a l'estendard entre el 1923 i el desembre del 1939 (24è RIC, 24è RTC i 24è RTS successivament):
  - "Sebastopol 1854-1855"
  - "Tuyen Quang 1885"
  - "Tananarive 1895"
  - "Tien Tsin 1900"
  - "Maroc 1908-1913"
  - "La Marne 1914"
  - "La Somme 1916"
  - "L'Aisne-Reims 1917-1918"
  - "Maroc 1925-1927"
- Inscripcions a l'estendard a partir del desembre del 1939 per al 24è RTS:
  - "Maroc 1925-1927"
- Inscripcions a l'estendard a partir de l'octubre del 1939 per al 24è RMC, que recupera les corresponents al 24è RIC menys la guanyada pel 24è RTS
  - "Sebastopol 1854-1855"
  - "Tuyen Quang 1885"
  - "Tananarive 1895"
  - "Tien Tsin 1900"
  - "Maroc 1908-1913"
  - "La Marne 1914"
  - "La Somme 1916"
  - "L'Aisne-Reims 1917-1918"

### Distincions
- La unitat va ser distingida amb els cordons de la Creu de Guerra 1914-1918 el 24 de juliol del 1918 per haver rebut dues citacions a l'Ordre de l'Exèrcit i una a la del Cos d'Exèrcit.

| « | Le général commandant l'armée est heureux de porter à la connaissance des troupes sous ses ordres l'enlèvement d'un drapeau du 69e régiment d'Infanterie allemande. Ce brillant fait d'armes a été accompli par le 24e régiment d'infanterie coloniale pendant la journée du 26 septembre 1914, combats au cours desquels l'ennemi a subi des pertes considérables et abandonné entre nos mains de nombreux prisonniers. Cette prise fait le plus grand honneur au 24e régiment d'infanterie coloniale et est de nature a rehausser si possible la brillante réputation de ce régiment. | » |
| — | |   |

- Al 22 d'octubre del 1914, la creu de la Legió d'Honor va ser imposada pel general de Langle de Cary a la bandera del regiment[14] en presència de destacaments de tots els regiments del cos d'exèrcit aplegats al voltant del monument de Valmy (Marne).

## Alts oficials i persones destacades que serviren al regiment
- Sotstinent Jean Gilles (Perpinyà, 1904 - Montlluís, 1961), futur general de Cos d'Exèrcit
- Coronel Joseph Gaudérique Aymerich (Estagell, 1858 - Toló, 1937), futur general de divisió
- Capità Fernand Barboteu (Sant Feliu d'Avall, 1907 - 1971), futur general de brigada
- Tinent coronel Thierry, futur general de Cos d'Exèrcit
- Tinent coronel Bentresque, futur general de divisió
- Coronel Dessort, futur general de divisió
- Tinent coronel Jannot, futur general de divisió
- Coronel Planchon, futur general de divisió
- Tinent coronel Bertrand, futur general de brigada
- Coronel Bonnin, futur general de brigada
- Tinent coronel Calvet, futur general de brigada
- Coronel Cambay, futur general de brigada
- Tinent coronel Maurice Daboval, futur general de brigada
- Coronel Gilles, futur general de brigada
- Coronel Jaume, futur general de brigada
- Coronel Larrieu, futur general de brigada
- Cap de batalló Magnabal, futur general de brigada
- Coronel Menvielle-Arrebou, futur general de brigada
- Coronel Nogues, futur general de brigada
- Coronel Quilichini, futur general de brigada
- Coronel Richard de Vesvrotte, futur general de brigada
- Coronel Waymel, futur general de brigada
- Altres: Augustin Bourrat (Aiguatèbia i Talau, 1915 - Sant Feliu d'Amunt, 1986; comandant de tropes colonials), Dominique Cayrol (Alenyà, 1890 - Perpinyà, 1946; tinent coronel de les Forces Franceses de l'Interior, resistent), Pierre Gineste (El Tec, 1904-anys 70; polític i resistent), André Salvat (Prada, 1920; Gran Oficial de la Legió d'Honor), Lluís Torcatis (Talteüll, 1904 - Carmaux, 1944; heroi de la Resistència nord-catalana).